# 陈过庭
陈过庭（1071年—1130年），本名扬庭，字宾王，宋朝越州山阴县（今浙江省绍兴市）人，宋钦宗时尚书左丞。
宋哲宗绍圣进士，为澶州（治今河南濮阳）教授，知中牟县，担任博士。何执中、侯蒙推荐他历任祠部员外郎、吏部员外郎。任右司员外郎，出使辽国，返国后力劝宋徽宗注意邊防。历任太常少卿、起居舍人。宣和二年（1120年），进中书舍人，才七日，转任礼部侍郎。是年十二月，担任御史中丞兼侍读，不附大臣，弹劾蔡京、王黼、朱勔等，请求罢除御前使唤和岁进花果，陈过庭被贬海州团练副使，安置黄州。宋钦宗即位，重新擔任御史中丞。金朝大军侵犯宋朝，制置使姚古拥兵不援太原府，過庭上书说姚古可杀之罪有七，朝廷詔令將姚古貶置嶺南廣州。陈过庭进尚书右丞、中书侍郎。京城陷落，與折彦質出使兩河，商討割地事務，被拘留於金人军中。建炎元年，移置顯州（今辽宁北镇县），宋高宗建炎四年（1130年）六月二十九日，病卒於顯州。赠开府仪同三司，谥号忠肃。

## 延伸阅读
[在维基数据编辑]
 《宋史/卷353》，出自脱脱《宋史》